# Lista de futebolistas brasileiros que disputaram Copas do Mundo FIFA por outros países
Este artigo traz uma Lista de futebolistas brasileiros que disputaram Copas do Mundo FIFA defendendo as cores de outros países. Desta forma, serão considerados neste artigo brasileiros nacionalizados (ou seja, que tem dupla cidadania) ou que sejam filhos de pai ou mãe brasileiros, e que por conta disso puderam defender a bandeira de outros países. 

## Histórico
O primeiro futebolista brasileiro que disputou uma Copa do Mundo defendendo as cores de outro país foi Anfilogino Guarisi, o Filó. Ex-jogador do Corinthians, ele disputou a Copa de 1934 pela Itália, tendo jogado uma partida. Como a Itália sagrou-se campeã deste Mundial, ele foi o primeiro "brasileiro" a conquistar uma Copa do Mundo.
Em 1962, José Altafini, mais conhecido como Mazzola, jogou a Copa pela Itália (com o nome de Altafini). 4 anos antes, porém, ele havia disputado o Mundial defendendo a bandeira brasileira, ajudando a Seleção Brasileira a sagrar-se campeã pela primeira vez.
Em 1990, Alexandre Guimarães, brasileiro criado na Costa Rica, jogou a Copa pela seleção de lá; foi o primeiro brasileiro a enfrentar o Brasil num Mundial.
Em 2014, talvez o caso mais polêmico: o atacante Diego Costa, que havia disputado alguns amistosos pela Seleção Brasileira, foi convocado para a Copa para defender as cores da Espanha, chegando a ser chamado de "traidor" por muitos torcedores e jornalistas.

## Lista de Futebolistas
| #  | Ano  | Jogador             | Posição         | País           |
| -- | ---- | ------------------- | --------------- | -------------- |
| 1  | 1934 | Anfilogino Guarisi  | Ponta-direita   | Itália         |
| 2  | 1962 | Angelo Sormani      | Atacante        | Itália         |
| 3  | 1962 | Mazola              | Atacante        | Itália         |
| 4  | 1990 | Alexandre Guimarães | Meio-campista   | Costa Rica     |
| 5  | 1994 | Zaguinho            | Atacante        | México         |
| 6  | 1998 | Clayton             | Zagueiro        | Tunísia        |
| 7  | 1998 | Wagner Lopes        | Atacante        | Japão          |
| 8  | 1998 | Oliveira            | Atacante        | Bélgica        |
| 9  | 1998 | Zaguinho            | Atacante        | México         |
| 10 | 2002 | Clayton             | Zagueiro        | Tunísia        |
| 11 | 2002 | Alex Santos         | meio-campista   | Japão          |
| 12 | 2006 | Alex Santos         | meio-campista   | Japão          |
| 13 | 2006 | Sinha               | meio-campista   | México         |
| 14 | 2006 | Francileudo Santos  | Atacante        | Tunísia        |
| 15 | 2006 | Marcos Senna        | volante         | Espanha        |
| 16 | 2006 | Deco                | meio-campista   | Portugal       |
| 17 | 2010 | Pepe                | Zagueiro        | Portugal       |
| 18 | 2010 | Liédson             | Atacante        | Portugal       |
| 19 | 2010 | Marcus Túlio Tanaka | Zagueiro        | Japão          |
| 20 | 2010 | Benny Feilhaber     | meio-campista   | Estados Unidos |
| 21 | 2010 | Cacau               | centro-avante   | Alemanha       |
| 22 | 2014 | Diego Costa         | Atacante        | Espanha        |
| 23 | 2014 | Thiago Motta        | Volante         | Itália         |
| 24 | 2014 | Eduardo da Silva    | Atacante        | Croácia        |
| 25 | 2014 | Sammir              | Meio-campista   | Croácia        |
| 26 | 2014 | Pepe                | Zagueiro        | Portugal       |
| 27 | 2018 | Mário Fernandes     | Lateral-direito | Rússia         |
| 28 | 2018 | Diego Costa         | Atacante        | Espanha        |
| 29 | 2018 | Thiago Alcântara    | Meio-campista   | Espanha        |
| 30 | 2018 | Rodrigo Moreno      | Atacante        | Espanha        |
| 31 | 2018 | Pepe                | Zagueiro        | Portugal       |
| 32 | 2018 | Bruno Alves         | Zagueiro        | Portugal       |
| 33 | 2018 | Thiago Cionek       | Zagueiro        | Polónia        |
| 34 | 2018 | Celso Borges        | Meio-campista   | Costa Rica     |
| 35 | 2018 | Giovani dos Santos  | Meio-campista   | México         |
| 36 | 2018 | Jonathan dos Santos | Meio-campista   | México         |
| 37 | 2022 | Pepe                | Zagueiro        | Portugal       |
| 38 | 2022 | Matheus Nunes       | Meio-campista   | Portugal       |
| 39 | 2022 | Otávio              | Meio-campista   | Portugal       |

### Por Seleção
| País           | N. Jogadores |
| -------------- | ------------ |
| Portugal       | 6            |
| México         | 4            |
| Espanha        | 4            |
| Itália         | 4            |
| Japão          | 3            |
| Tunísia        | 2            |
| Costa Rica     | 2            |
| Croácia        | 2            |
| Bélgica        | 1            |
| Alemanha       | 1            |
| Estados Unidos | 1            |
| Polónia        | 1            |
| Rússia         | 1            |

### Por Copa
| Anos | N. Jogadores |
| ---- | ------------ |
| 1930 | 0            |
| 1934 | 1            |
| 1938 | 0            |
| 1950 | 0            |
| 1958 | 0            |
| 1962 | 2            |
| 1966 | 0            |
| 1970 | 0            |
| 1974 | 0            |
| 1978 | 0            |
| 1982 | 0            |
| 1986 | 0            |
| 1990 | 1            |
| 1994 | 1            |
| 1998 | 4            |
| 2002 | 2            |
| 2006 | 5            |
| 2010 | 5            |
| 2014 | 5            |
| 2018 | 10           |